# Porte de Nivelles (Villers-la-Ville)
La Porte de Nivelles est une ancienne porte située à Villers-la-Ville, commune belge du Brabant wallon.
Elle constitue, avec la Porte de Namur, la Porte de Bruxelles, la chapelle Saint-Bernard, l'ancienne pharmacie, l'ancien moulin abbatial et la ferme de l'abbaye de Villers-la-Ville, un des principaux vestiges de l'Abbaye de Villers situés en dehors du site proprement dit des ruines de l'abbaye.

## Localisation
La Porte de Nivelles se dresse face aux champs, le long de la rue des Quatre Chênes, au sud-ouest des ruines de l'abbaye de Villers, à une centaine de mètres à l'ouest de l'ancienne ferme abbatiale.

## Historique
La Porte de Nivelles est beaucoup plus tardive que la Porte de Bruxelles qui se situe à l'extrémité nord de la rue des Quatre Chênes, au carrefour des routes qui mènent à Genappe et à Court-Saint-Étienne (RN275) et qui remonte au début du XIIIe siècle.
Elle a été édifiée sous le même abbatiat que la Porte de Namur, à savoir celui de Jacques Hache, abbé de l'Abbaye de 1716 à 1734. Elle est datée de 1734 par une pierre armoriée de son porche-colombier.
Le bâtiment est maintenant une habitation privée.

## Architecture

### La porte
La Porte de Nivelles est un édifice construit en moellons de schiste comme l'ancien mur d'enceinte de l'abbaye de Villers, auquel il est intégré.
Cet édifice rectangulaire, coiffé d'une toiture en bâtière couverte d'ardoises, présente en son centre une tour carrée ornée de chaînages d'angle et percée d'une grande porte cintrée à encadrement de pierre bleue (petit granit) dont la clé d'arc sculptée est encadrée d'une ancre de façade bifide.
La partie haute des façades est percée de meurtrières et de trous de boulin (trous destinés à ancrer les échafaudages) disposés juste sous les corniches.

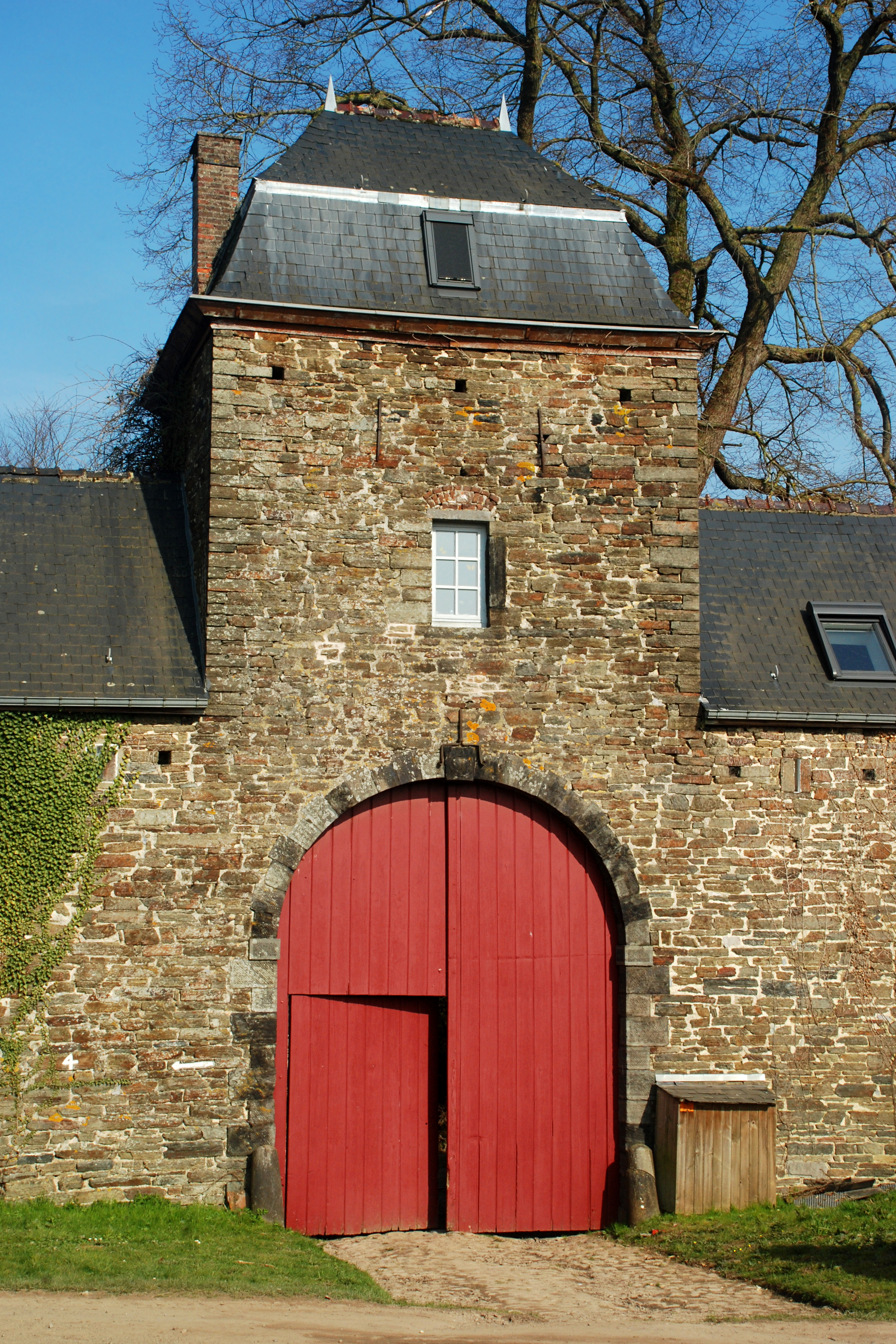
La tour.
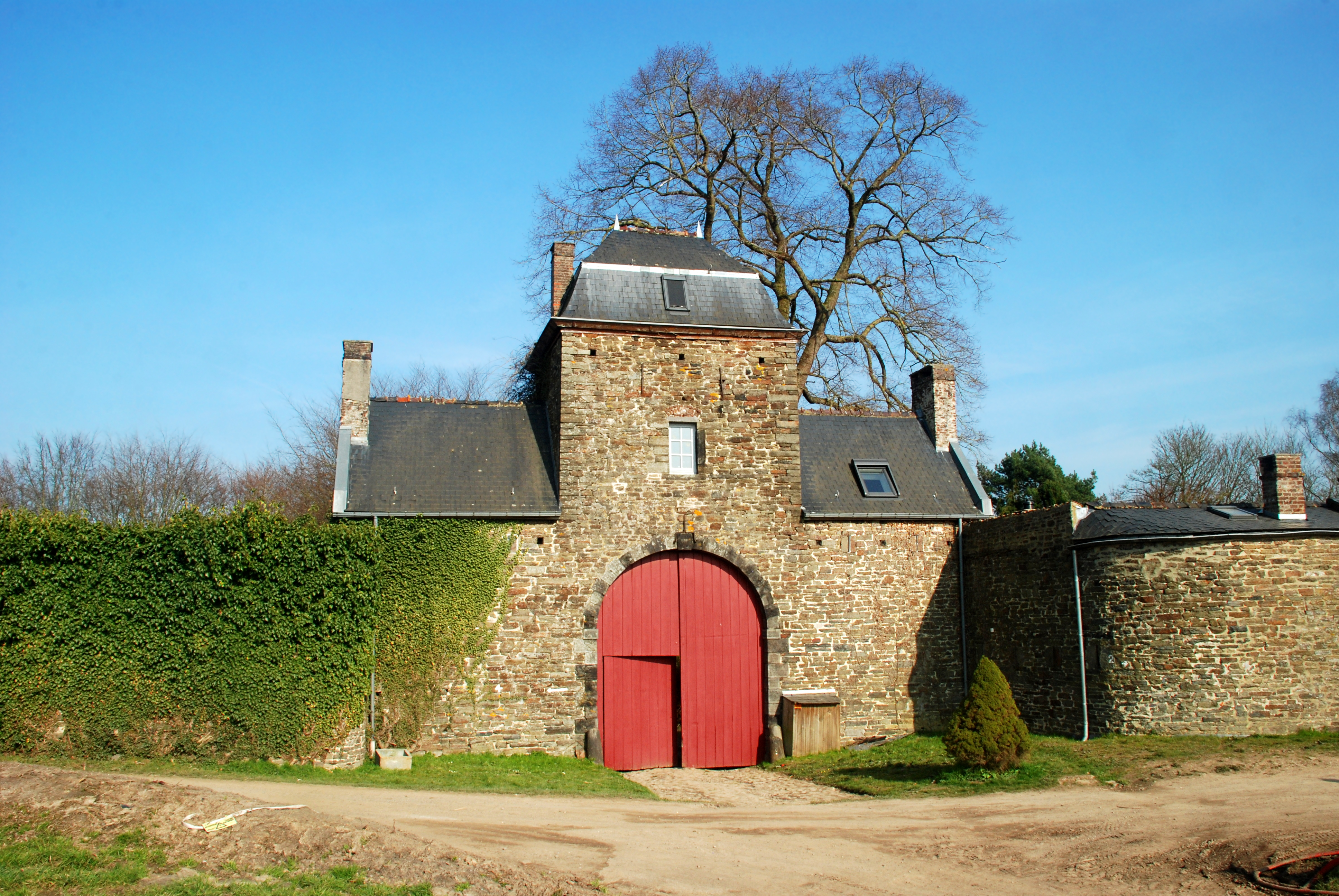
Vue d'ensemble sur la Porte de Nivelles.
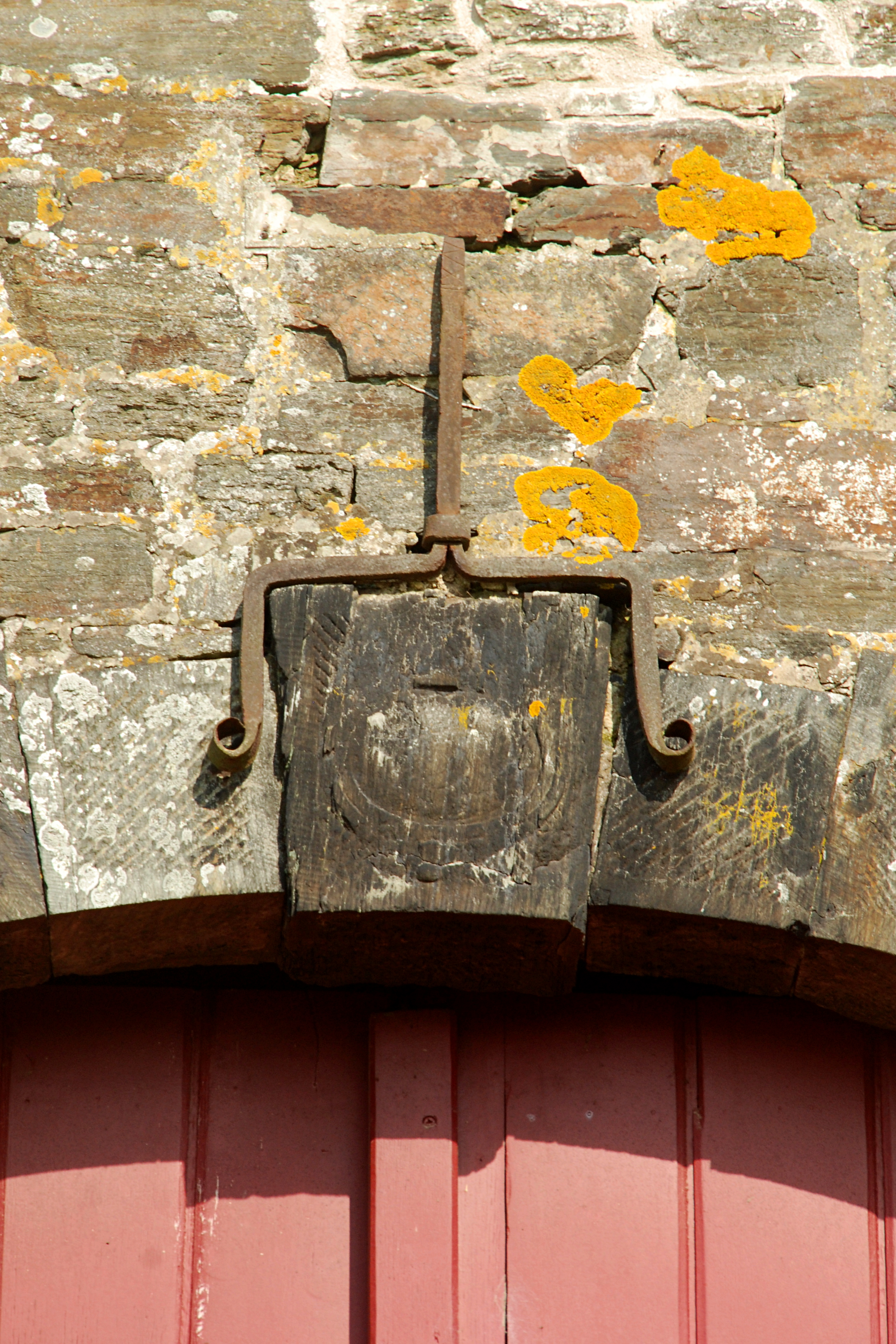
Clé d'arc et ancre bifide.

### Le mur d'enceinte

#### Vers le nord

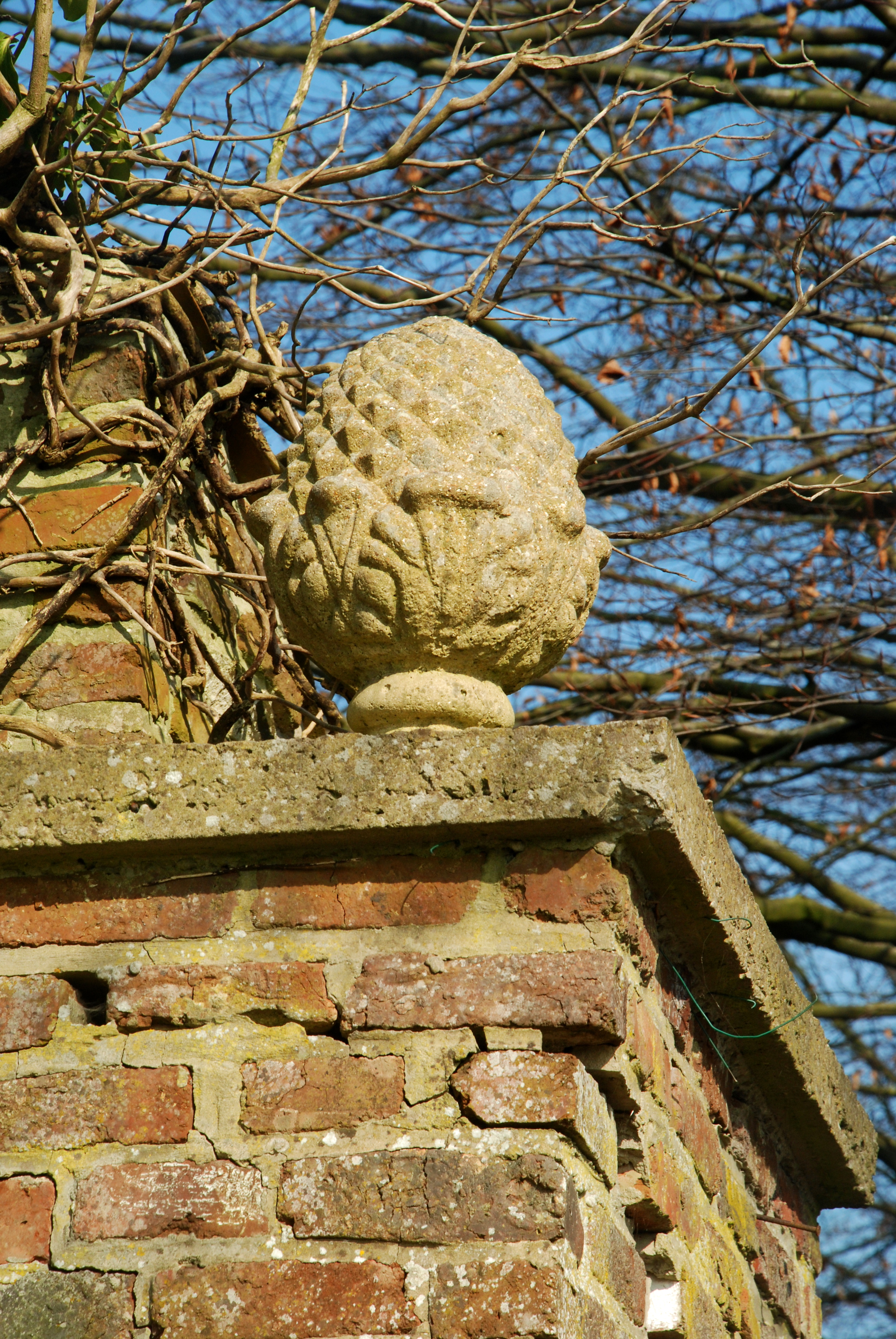
Pomme de pin ornée de feuilles d'acanthe

La Porte de Nivelles est intégrée dans la partie occidentale du mur d'enceinte de l'abbaye de Villers.
Au nord de la Porte, le mur longe sur près d'un kilomètre le plateau agricole qui englobait jadis les terres de l'Abbaye.
On peut le longer, côté extra-muros, le long de la rue des Quatre Chênes de la Porte de Nivelles à la Porte de Bruxelles.
À une centaine de mètres au nord de la Porte de Nivelles, le mur est percé d'un portail secondaire qui est probablement un ajout tardif : ce portail, doté d'une grille, est délimité par des pilastres en briques sommés d'une sculpture en pierre bleue (petit granit) figurant une pomme de pin ornée de feuilles d'acanthe à sa base.

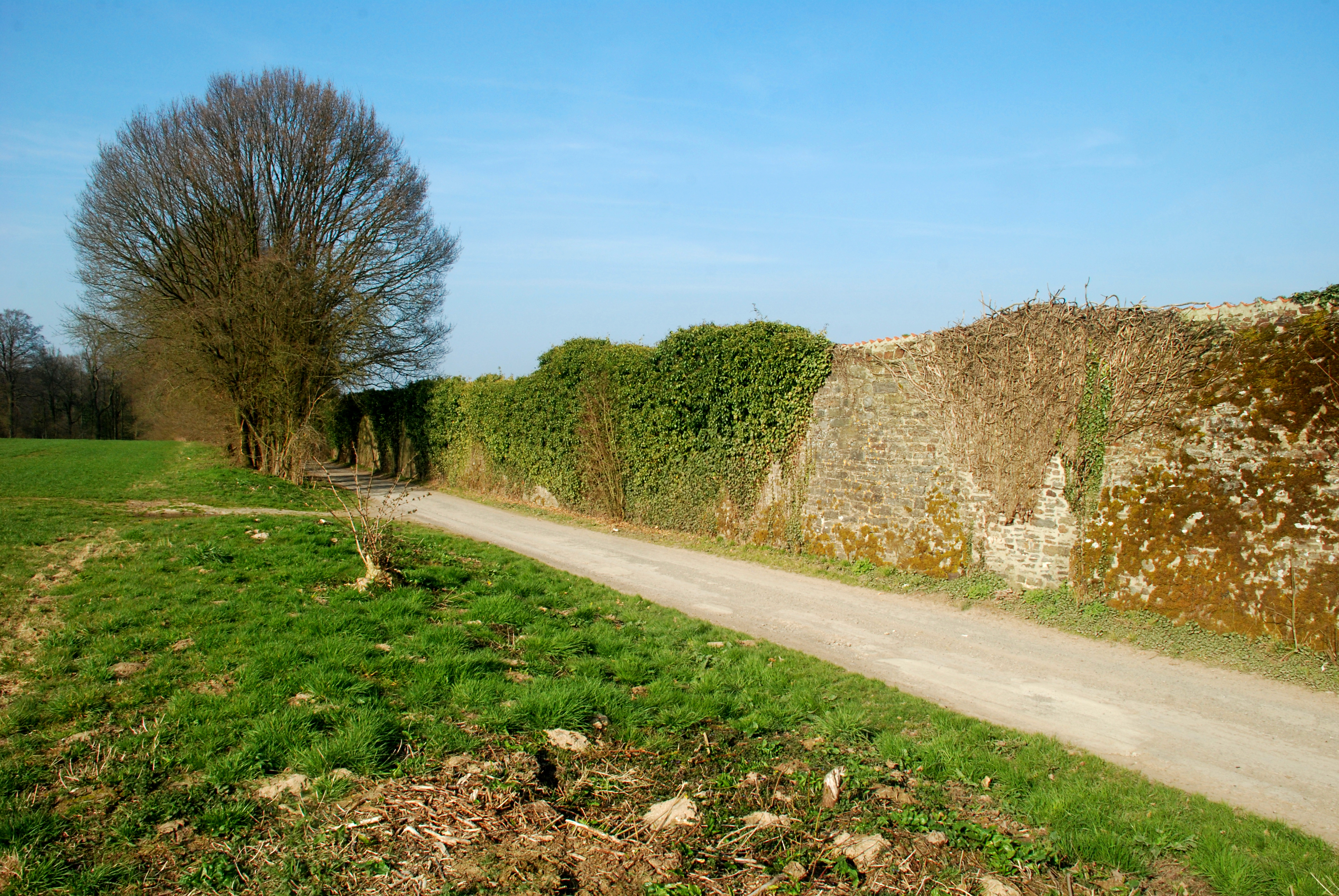
Le mur d'enceinte au nord de la Porte.
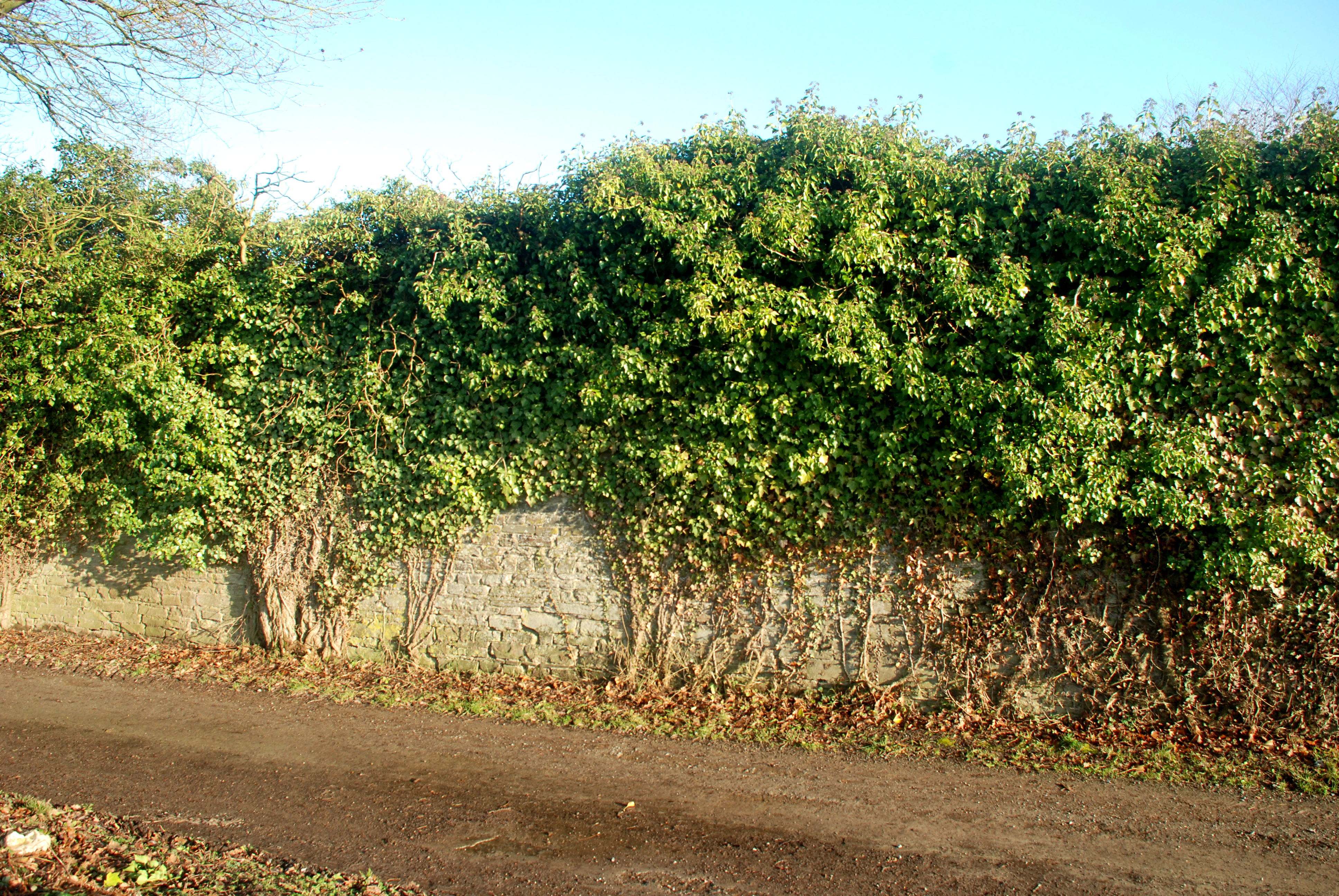
Pierre et lierre.
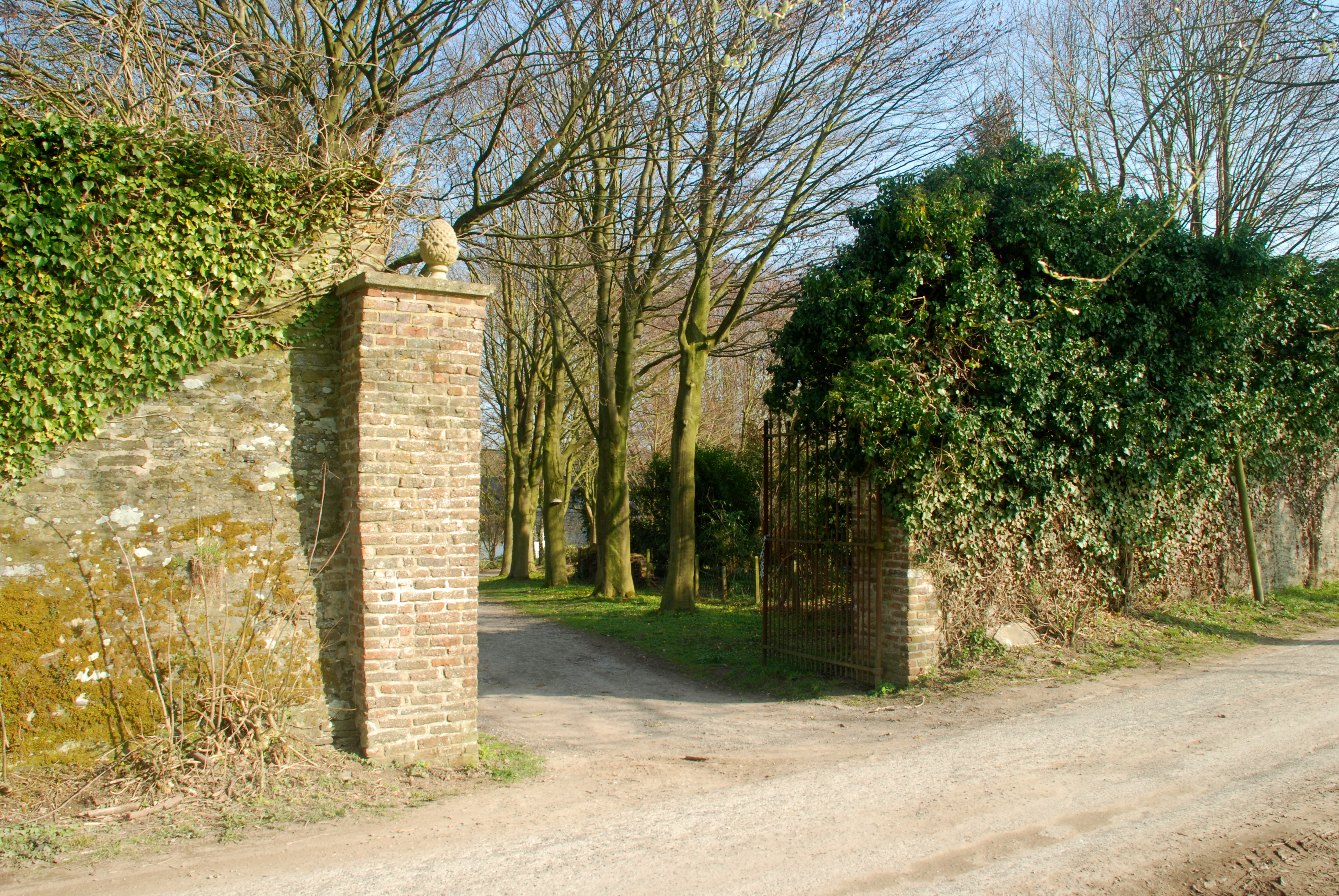
Portail tardif en briques.

#### Vers le sud
À droite de la porte, un bâtiment annexe disposé perpendiculairement est percé de quatre meurtrières, qui permettaient d'assurer la défense de la porte latéralement. Chaque meurtrière est constituée de deux dalles de schiste séparées par une fente dotée d'une entaille circulaire. 
De là, le mur d'enceinte plonge vers le sud-ouest sur quelques centaines de mètres, puis tourne à angle droit vers le sud pour s'enfoncer dans les bois près d'une petite chapelle. Après une centaine de mètres en direction du sud, le mur oblique vers l'est pour descendre vers la vallée et rejoindre la Thyle et la route moderne, où il s'interrompt.
Cette portion de mur détermine la limite méridionale de l'ancien domaine de l'Abbaye de Villers et, plus précisément, celle de l'enclos dévolu à la ferme abbatiale. 

La défense latérale de la Porte de Nivelles
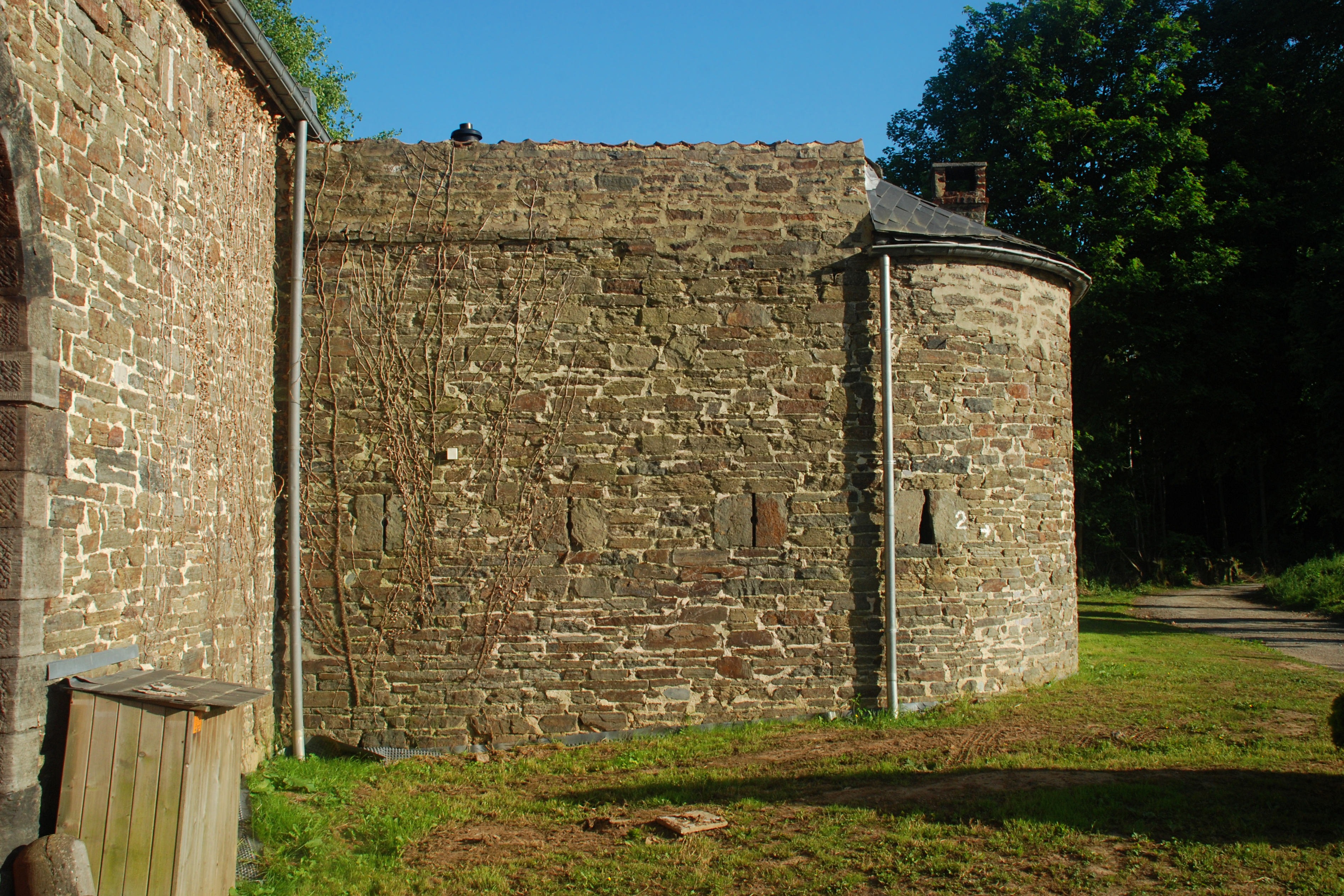
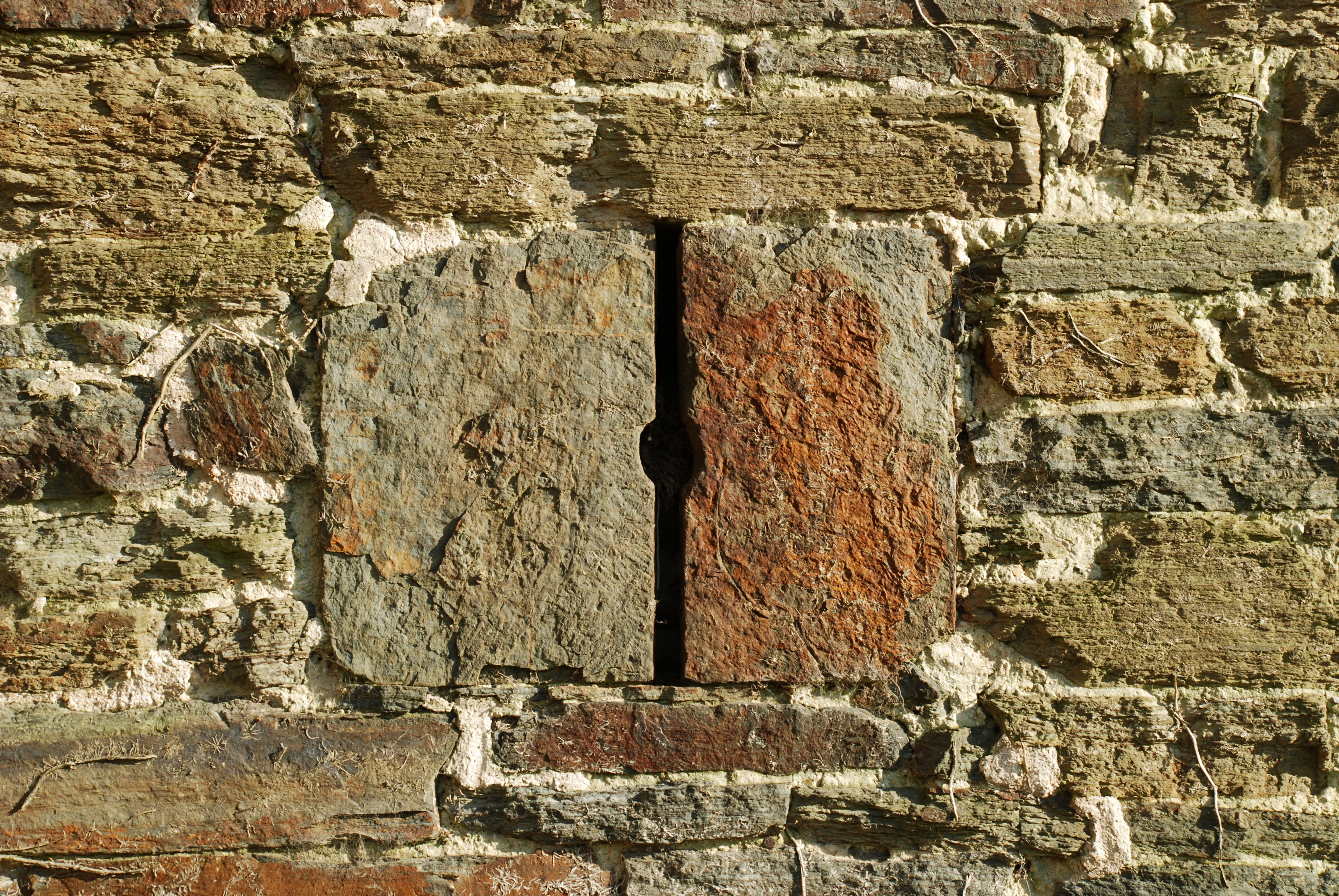
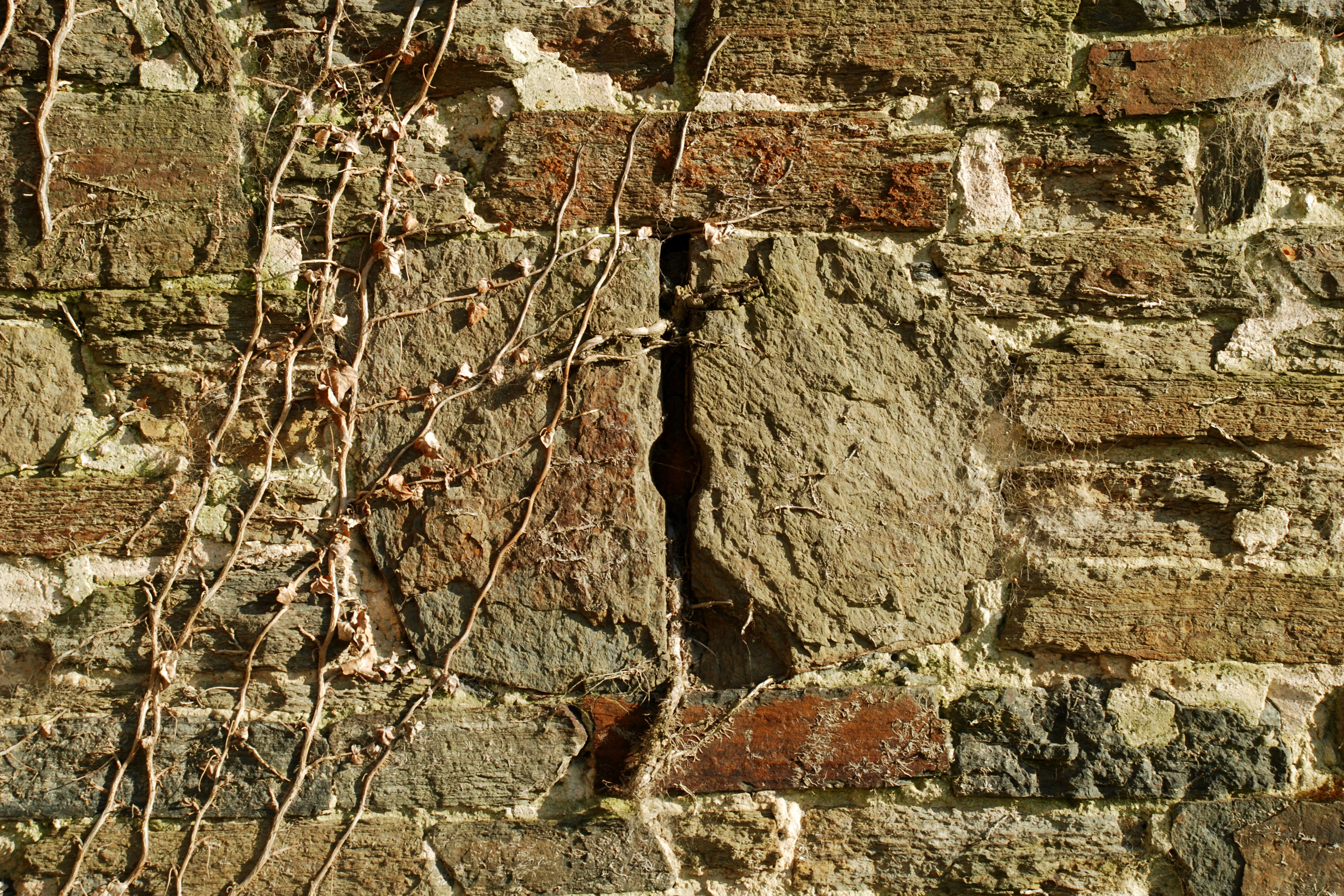